# Mikhail Tskhakaya

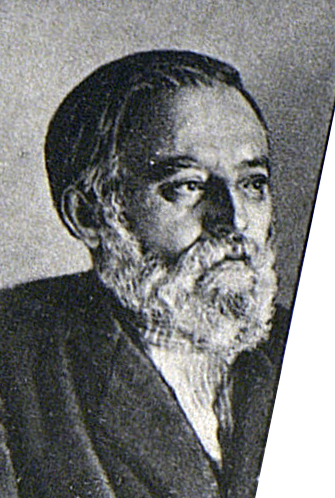
Barsov por volta de 1905

Mikhail Grigoryevich Tskhakaya (em russo:  Михаи́л (Миха) Григо́рьевич Цхака́я; 4 de maio de 1865 – 19 de março de 1950), também conhecido como Barsov (em russo:  Барсов), foi um comunista georgiano. Barsov era um líder no movimento bolchevique na Geórgia, tendo sido ativo na política revolucionária desde 1880.
Nasceu em 1865 no município de Martvili. Em 1892, ajudou a fundar o Mesame Dasi (terceiro grupo), o primeiro partido socialista da Geórgia. Juntou-se ao Partido Operário Social-Democrata Russo quando este foi fundado. Salvou o jovem Josef Stalin da expulsão pelo nacionalismo georgiano em 1904. No entanto, Barsov fez Stalin escrever um credo renunciando a seus pontos de vista e assistir a uma série de palestras suas sobre o marxismo. Apesar disso, continuaram amigos. Em julho de 1906, Tskhakaya foi testemunha de Stalin em seu casamento com Kato Svanidze. Em 9 de setembro, ambos estavam entre apenas seis bolcheviques na conferência social-democrata em Tbilisi (os outros 36 eram mencheviques). Dividiram uma sala no V Congresso do Partido Operário Social-Democrata Russo em Londres. Nenhum dos dois foi autorizado a votar devido à fraqueza do bolchevismo na Geórgia. Em 1907, após uma série de prisões e deportações, foi para o exílio na Suíça, onde visitou Lenin em Genebra. Retornou à Rússia em 1917, ao lado de Lenin no famoso trem. A partir daí, foi um influente líder do Partido Comunista da Geórgia. Foi enterrado no Pantheon de Mtatsminda.